# Terebra deshayesii
Terebra deshayesii é uma espécie de gastrópode do gênero Terebra, pertencente a família Terebridae.